# 石川康正
石川 康正（いしかわ やすまさ）は、戦国時代の武将。松平氏の家臣。石川数正の父。

## 生涯
松平氏の重臣を務めた石川清兼の長男だが、『寛政重修諸家譜』は水野氏の娘を生母とする弟の石川家成とは違い、庶子である一政と同じく母は某氏としている。
天文18年（1549年）幼くして松平氏の家督となった松平家康に仕え、阿部定吉とともに岡崎城で政務を行った。あるいは岡崎城にいたのは父の清兼で、自身は土呂の砦を守備したともいう。
その後の事績について『寛政重修諸家譜』は記さないが、『新編 岡崎市史』は、永禄6年（1563年）の三河一向一揆で石川氏が分裂した際には既に死去していたとしている。